# اش کریک (مینه‌سوتا)
اش کریک (به انگلیسی: Ash Creek) یک منطقهٔ مسکونی در ایالات متحده آمریکا است که در شهر کلینتون واقع شده‌است. اش کریک ۴۲۴٫۹ متر بالاتر از سطح دریا واقع شده‌است.